# Hipólito Mejía
Rafael Hipólito Mejía Domínguez (Santiago de los Caballeros, 22 de fevereiro de 1941) é um agrônomo e político dominicano. Foi Presidente da República Dominicana, de 16 de agosto de 2000 até 16 de agosto de 2004.
Durante o seu governo o país foi afetado por uma crise financeira que gerou uma fuga de capitais e deteriorou os índices econômicos do país, o que trouxe altas taxas de inflação, desvalorização da moeda e aumento da pobreza a partir de 2003.
Tentou concorrer nas eleições presidenciais de 2004 para um segundo mandato pelo Partido Revolucionário Dominicano, mas perdeu para seu antecessor Leonel Fernández. Tentou novamente ser candidato à presidência em 2012 e perdeu-a para seu antigo rival desde a eleição de 2000 Danilo Medina.

## Biografia inicial
Hipólito Mejía nasceu em 22 de fevereiro de 1941 no Hospital Julia Molina (hoje Hospital José María Cabral y Báez), em Santiago de los Caballeros; Mejía se criou na fazenda La Chichigua em Gurabo (provincia Santiago), de onde são oriundos os seus pais: María Josefa ‘Marina’ Domínguez Viñals e Hipólito de Jesús ‘Polín’ Mejía Díaz.
Mejía se graduou como perito en agronomia no Instituto Politécnico Loyola de San Cristóbal em 1962. Dois anos depois ele entrou para a Universidad Estadual de Carolina do Norte nos Estados Unidos.

## Carreira política

### Início
Em 1965 quando tinha vinte e quatro anos foi nomeado diretor do Instituto Nacional do Tabaco, com status de subsecretário de Estado.
Entre 1967 e 1978 trabalhou no sector privado, primeiro na empresa estado-unidense de fertilizantes Rohm and Haas e posteriormente nas Industrias Linda. Em 1971 foi presidente da Asociación Nacional de Profesionales Agrícolas (ANPA).

### Secretário de Estado da Agricultura (Ministro da Agricultura)
Em 1978, foi nomeado Ministro da Agricultura da República Dominicana durante o mandato do presidente Antonio Guzmán Fernández. Durante este período, foram criados programas de incentivos à agro-indústria. Em 1982, ele aspira a sua primeira posição electiva, a de Senador por sua província natal, Província de Santiago mas não consegue êxito. Continuou seus trabalhos nas empresas privadas, mas sempre se mantendo participativo na política como vice-presidente do Partido Revolucionário Dominicano. Em 1999, ganhou as eleições primárias do Partido Revolucionário Dominicano com mais de 74,3% dos votos, frente a Fello Suberví (13,8%), Milagros Ortiz (5,8%), Hatuey De Camps (4,8%) e José Rafael Abinader (1,3%).

### Eleições presidenciais de 2000
A campanha de Mejía se baseou em apelar ao sentimento humilde e patriótico, sobretudo do camponês (campesino) dominicano. Ele e sua candidata a vice-presidência Milagros Ortiz Bosch convenceram ao eleitorado mediante um programa para melhorar a saúde, educação, serviços sociais e o aumento da seguridade cidadã, ganhando com 49,87% dos votos. Deveria ter havido um segundo turno das eleições mas seu adversário Medina se retirou do pleito e Mejía foi eleito Presidente.
Mejía assumiu o cargo oficialmente em 16 de agosto de 2000.

## Mandato presidencial (2000-2004)

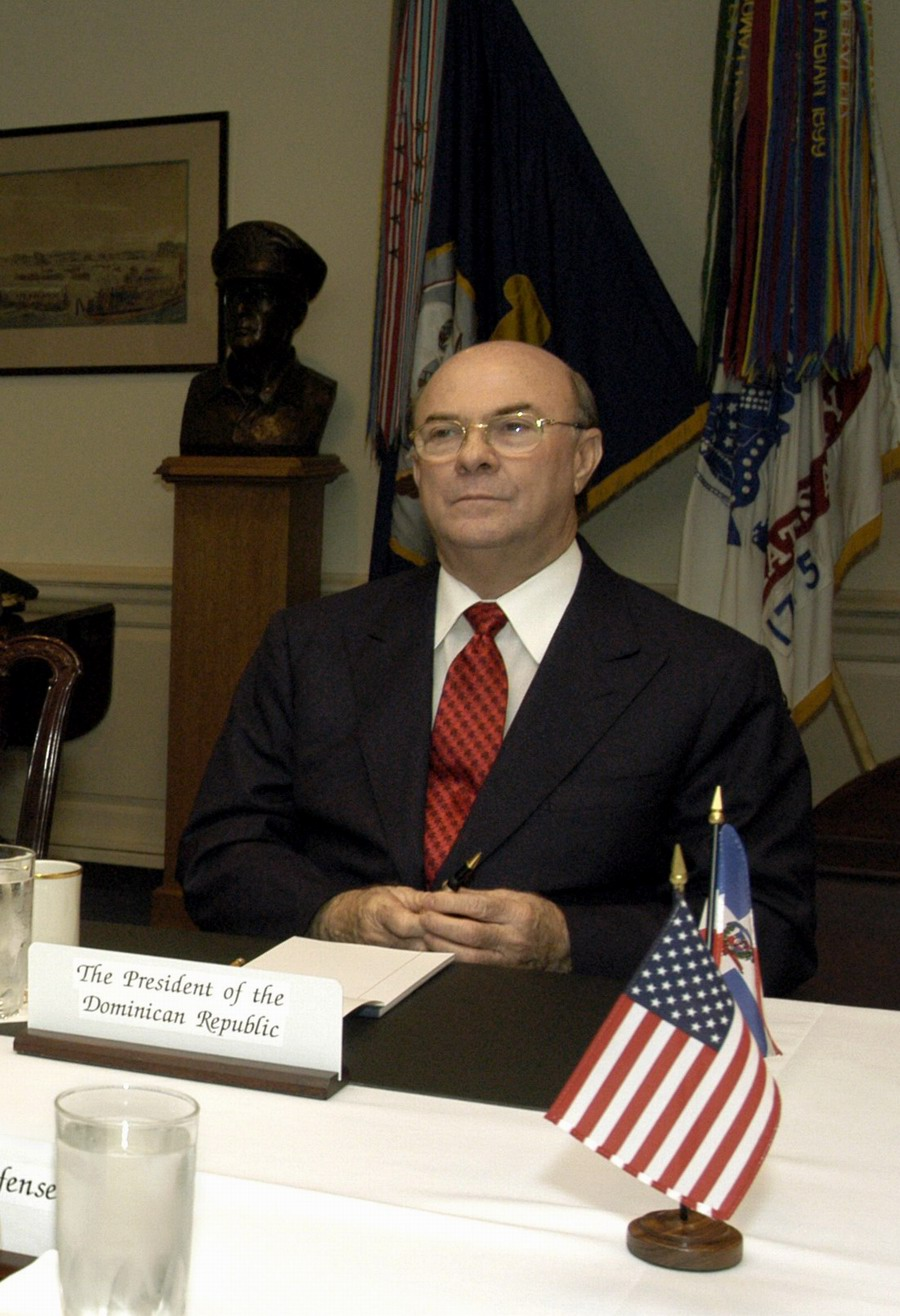
Mejía em uma reunião com o Secretario de Defensa dos Estados Unidos Donald H. Rumsfeld no Pentágono.

Em seu mandato Mejía apoiou muitos sectores populares e ajudou às pequenas empresas, a agricultura, melhorou o sistema educativo e na concessão de moradias para as pessoas. Mejía recebeu um grande apoio no início de seu mandato presidencial e que teve reflexo nas eleições do congresso e municipais; ficando no Senado com 29 dos 32 senadores. Durante esse período a macroeconomia se manteve estável e houve estabilidade nas taxas de câmbio além de serem aprovados vários projetos de lei tais como o código monetário e financeiro e a lei de seguridade social. Houve também durante o seu governo os Jogos Panamericanos de 2003.

#### Envio de soldados dominicanos ao Iraque
Em 2003 Mejía decidiu aceitar a solicitação do governo dos Estados Unidos para que soldados dominicanos participassem conjuntamente com as forças de coalizão multinacional no Iraque, nos campos de batalha em Diwaniya, ao sul do Iraque. Os soldados dominicanos fizeram parte da denominada "Força Tarefa Quisqueya", composta por aproximadamente 600 homens que partiram ao Iraque e realizaram missões nas províncias iraquianas de Al Qadisiya e Najaf. Não houve baixa nas tropas dominicanas durante sua estada no Iraque, eles estavam sob o comando dos espanhóis e todos retornaram para o país.

#### Crise bancária e repercussões económicas
Durante o mandato de Mejía, o segundo maior banco privado comercial do país, Baninter, quebrou devido às más aplicações e gestão de fundos de investimentos de seus proprietários e executivos que vinham sendo aplicadas diversas fraudes desde 1995. Isso provocou um descontentamento da população como sendo uma das maiores fraudes ocorridas na história da República Dominicana, que afectaram a economia e o prestígio do governo. Houve um aumento nos produtos de primeira necessidade, da cesta básica, e aumento nos derivados do petróleo bem como uma forte saída de capitais do país.

#### Suposta conspiração contra Hugo Chávez
Em 2003 o presidente da Venezuela Hugo Chávez denunciou uma suposta conspiração contra ele por parte de funcionários do governo da República Dominicana sob o comando de Mejía e do ex-presidente venezuelano Carlos Andrés Pérez, que residia nesse momento na República Dominicana, para que houvesse a tomada do poder na Venezuela por Andrés Pérez. A causa disto foi que em setembro deste mesmo ano o governo  de Chávez suspendeu a exportação de petróleo para a República Dominicana.

#### Conspiração contra Jean-Bertrand Aristide
No fim de setembro de 2004, são divulgados em Santo Domingo os resultados preliminares de uma Comissão de pesquisa sobre o Haiti, liderada pelo antigo procurador geral dos Estados Unidos, Ramsey Clark. A comissão revela que "os governos dos Estados Unidos e da República Dominicana teriam participado do fornecimento de armas e do treinamento, neste país, dos ’rebeldes’ haitianos". Ela constata que 200 soldados das Forças Especiais norte-americanas chegaram à República Dominicana para participar de exercícios militares, em fevereiro de 2003. Com uma autorização do presidente Hipólito Mejía, eles realizam "nas proximidades da fronteira, numa zona em que, precisamente, os ex-militares haitianos lançam regularmente ataques contra instalações do Estado haitiano".

#### Perda da eleição de 2004
Devido a todas as consequências que estavam acontecendo na economia por causas dos escândalos de fraude, da crise com a Venezuela e da sua impopularidade muito alta, Mejía perdeu as eleições de 2004, a qual tentava uma reeleição, para o candidato de oposição do Partido de Libertação Dominicana Leonel Fernández.

### Depois da Presidência

#### Candidatura à presidência em 2012
Mejía manifestou sua intenção de aspirar novamente a presidência do país, no entanto, perdeu-a para Danilo Medina. Seu partido, o PRD e aliados alcançaram 2 129 991 votos, equivalentes a 46,95%, o que não foram suficientes para vencerem as eleições.

## Vida pessoal
Mejía está casado desde 4 de julho de 1964 com a senhora Rosa Gómez Arias, com quem tem quatro filhos: Carolina, Lissa, Felipe e Ramón Hipólito.
Mejía é um próspero empresário da República Dominicana no sector de agronegócios como, por exemplo, as distribuições de semente de alta qualidade genética, agroquímicos e tecnologias aplicadas à agricultura.

## Obra literária
- Discursos para uma política exterior (agosto 2000 - agosto 2002)

## Reconhecimentos

### DoutorHonoris Causa
Conta com Doutorado Honoris Causa pelas seguintes universidades:
| País                 | Universidade                                                |
| -------------------- | ----------------------------------------------------------- |
| República Dominicana | Universidad Organización y Método                           |
| República Dominicana | Universidade Tecnológica de Santiago                        |
| República Dominicana | Universidad Tecnológica del Sur                             |
| República Dominicana | Universidade Autônoma de Santo Domingo                      |
| República Dominicana | Academia Militar Batalla de Las Carreras                    |
| Venezuela            | Instituto Universitário Tecnológico Rodolfo Loero Arismendi |
| Estados Unidos       | Universidade da Carolina do Norte                           |
| Estados Unidos       | Mercy College                                               |
| França               | Instituto de Altos Estudos                                  |
| Espanha              | Universidad de Alcalá                                       |
| Japão                | Universidade Soka                                           |
| Japão                | Universidade Kansai Gadai                                   |